# Équipe d'Arménie espoirs de football
Maillots
L'équipe d'Arménie espoirs de football est une sélection de joueurs de moins de 21 ans arméniens placée sous l'égide de la Fédération de football d'Arménie.

## Parcours au Championnat d'Europe de football espoirs
- 1996 : Non qualifié
- 1998 : Non qualifié
- 2000 : Non qualifié
- 2002 : Non qualifié
- 2004 : Non qualifié
- 2006 : Non qualifié
- 2007 : Non qualifié
- 2009 : Non qualifié
- 2011 : Non qualifié
- 2013 : Non qualifié
- 2015 : Non qualifié
- 2017 : Non qualifié
- 2019 : Non qualifié
- 2021 : Non qualifié

## Sélection actuelle
Cette liste représente les joueurs appelés pour disputer les Éliminatoires du Championnat d'Europe de football espoirs 2023 contre la Macédoine du Nord, la France et l'Ukraine, les 2, 6 et 12 juin 2022 respectivement.
Les footballeurs en gras indiquent que ces joueurs ont joué au moins un match avec l'équipe nationale sénior.
Gardiens
- Lyova Karapetyan ( Shirak FC)
- Rafael Manasyan ( BKMA Erevan (en))
- Sergey Mikaelyan ( FC Pyunik)
- Arman Nersesyan ( BKMA Erevan (en))

Défenseurs
- Arsen Galstyan ( BKMA Erevan (en))
- Arman Ghazaryan ( FC Urartu)
- Erjanik Ghubasaryan ( Lüneburger SK Hans})
- Petros Manukyan ( BKMA Erevan (en))
- Norayr Nikoghosyan ( FC Noah)
- Volodya Samsonyan ( BKMA Erevan (en))
- Erik Simonyan ( BKMA Erevan (en))

Milieux
- Narek Aghasaryan ( FC Urartu)
- Narek Alaverdyan ( BKMA Erevan (en))
- Tigran Ayunts ( FC Urartu)
- Misak Hakobyan ( BKMA Erevan (en))
- Darón Iskenderian ( Las Vegas Lights)
- Aram Khamoyan ( BKMA Erevan (en))
- Mikayel Mirzoyan ( BKMA Erevan (en))
- Sergey Mkrtchyan ( FC Urartu)

Attaquants
- Narek Grigoryan ( FC Urartu)[2]
- Armen Hovhannisyan ( FC Zimbru Chișinău)
- Hamlet Minasyan ( BKMA Erevan (en))
- Karen Nalbandyan ( FC Noah)
- Zhirayr Shaghoyan (en) ( (CSKA Sofia) (en prêt de ( Ararat Erevan))[3]
- Gevorg Tarakhchyan ( FC Noah)